# Alla ricerca di un sogno
Alla ricerca di un sogno (The New Land) è una serie televisiva statunitense in 13 episodi del 1974. La serie è tratta da due film svedesi dei primi anni settanta. Negli Stati Uniti la serie è conosciuta anche con il titolo di The Emigrants.

## Trama
La serie è ambientata nell'anno 1858, racconta di una famiglia della Svezia che è emigrata nel Minnesota in cerca di fortuna. Christian Larsen è il padre, Anna Larsen (interpretata da Bonnie Bedelia) è la madre, Tuliff e Annaliese sono i due figli. Kurt Russell interpreta Bo Larsen, il fratello del protagonista.

## Personaggi e interpreti
- Annaliese Larsen (6 episodi, 1974), interpretato da Debbie Lytton.
- Christian Larsen (6 episodi, 1974), interpretato da Scott Thomas.
- Anna Larsen (6 episodi, 1974), interpretato da Bonnie Bedelia.
- Bo Larsen (6 episodi, 1974), interpretato da Kurt Russell.
- Tuliff Larsen (6 episodi, 1974), interpretato da Todd Lookinland.
- Molly Lundstrom, interpretato da Gwen Arner.
- Rev. Lundstrom, interpretato da Donald Moffat.
- Rhodie, interpretato da Stephanie Steele.

## Episodi
| Stagione       | Episodi | Prima TV originale |
| -------------- | ------- | ------------------ |
| Prima stagione | 13      | 1974               |